# Komisja senacka

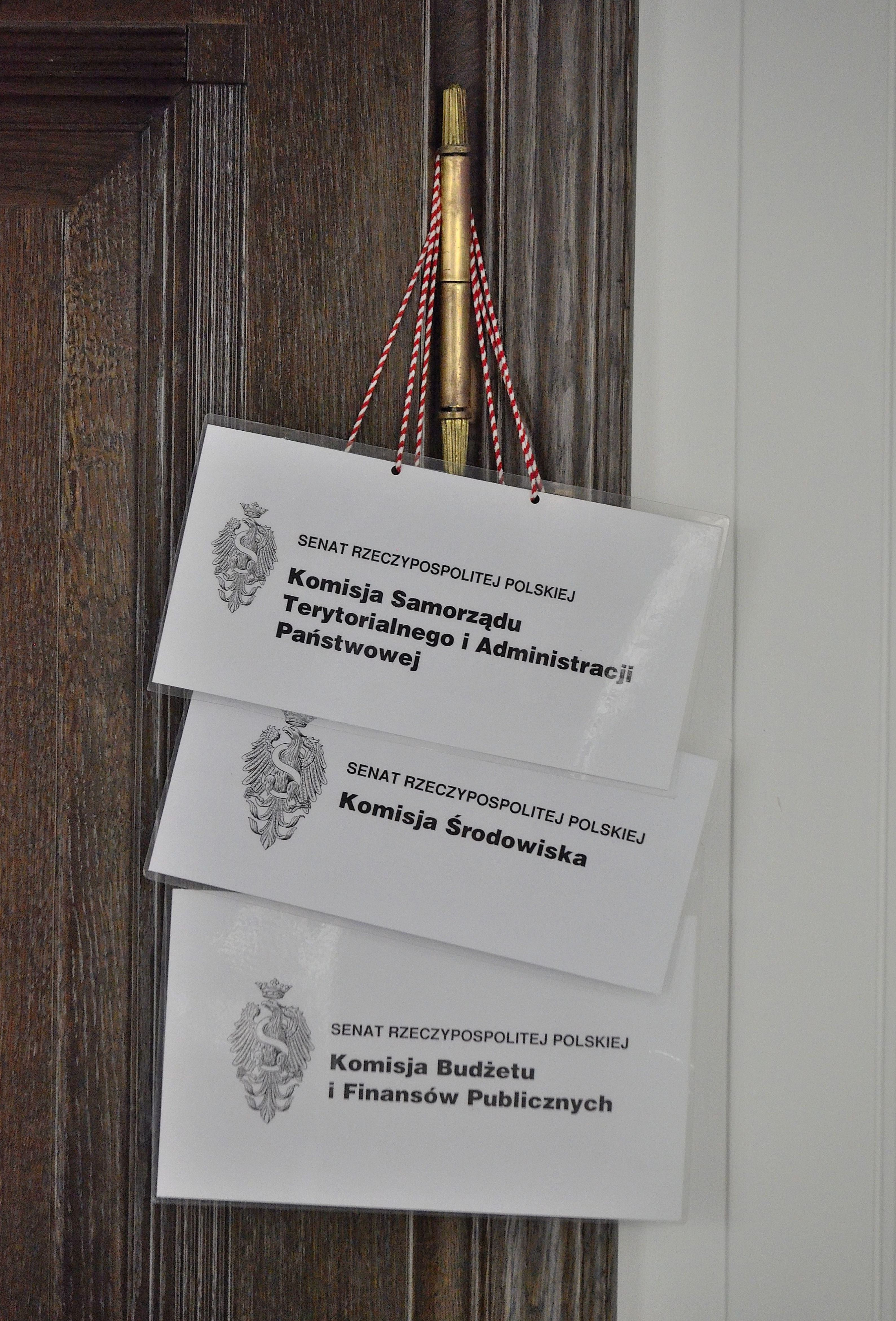
Informacje o posiedzeniach trzech komisji senackich w Sali Posiedzeń Senatu

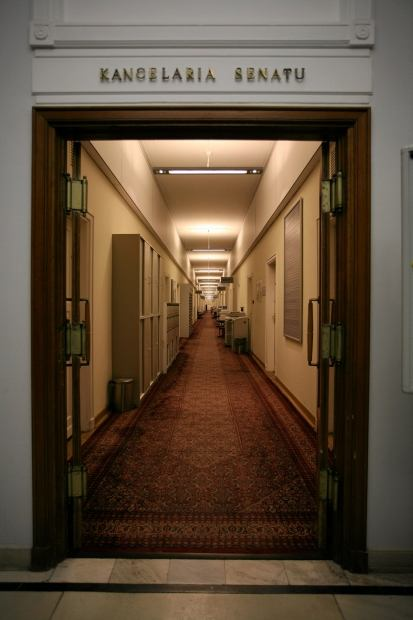
Korytarz budynku Senatu RP, w którym mieści się większość komisji senackich

Komisja senacka – komisja parlamentarna powoływana przez Senat w celu rozpatrywania i przygotowywania spraw stanowiących przedmiot prac Senatu oraz wyrażania opinii w sprawach przekazanych pod ich obrady przez Senat, Marszałka Senatu lub Prezydium Senatu.

## Stałe komisje senackie

### XI kadencja Senatu[1]
- Komisja Budżetu Finansów Publicznych
- Komisja Edukacji
- Komisja Gospodarki Narodowej i Innowacyjności
- Komisja Infrastruktury
- Komisja Klimatu i Środowiska
- Komisja Kultury i Środków Przekazu
- Komisja Nauki
- Komisja Obrony Narodowej
- Komisja Petycji
- Komisja Praw Człowieka i Praworządności
- Komisja Regulaminowa Etyki i Spraw Senatorskich
- Komisja Rodziny, Polityki Senioralnej i Społecznej
- Komisja Rolnictwa i Rozwoju Wsi
- Komisja Samorządu Terytorialnego i Administracji Państwowej
- Komisja Sportu
- Komisja Spraw Emigracji i Łączności z Polakami za Granicą
- Komisja Spraw Unii Europejskiej
- Komisja Spraw Zagranicznych
- Komisja Ustawodawcza
- Komisja Zdrowia

### X kadencja Senatu[2]
- Komisja Budżetu i Finansów Publicznych
- Komisja Edukacji
- Komisja Gospodarki Narodowej i Innowacyjności
- Komisja Infrastruktury
- Komisja Klimatu i Środowiska
- Komisja Kultury i Środków Przekazu
- Komisja Nauki
- Komisja Obrony Narodowej
- Komisja Petycji
- Komisja Praw Człowieka i Praworządności
- Komisja Regulaminowa, Etyki i Spraw Senatorskich
- Komisja Rodziny, Polityki Senioralnej i Społecznej
- Komisja Rolnictwa i Rozwoju Wsi
- Komisja Samorządu Terytorialnego i Administracji Państwowej
- Komisja Sportu
- Komisja Spraw Emigracji i Łączności z Polakami za Granicą
- Komisja Spraw Unii Europejskiej
- Komisja Spraw Zagranicznych
- Komisja Ustawodawcza
- Komisja Zdrowia

### IX kadencja Senatu[2]
- Komisja Budżetu i Finansów Publicznych
- Komisja Gospodarki Narodowej i Innowacyjności
- Komisja Infrastruktury
- Komisja Kultury i Środków Przekazu
- Komisja Nauki, Edukacji i Sportu
- Komisja Obrony Narodowej
- Komisja Praw Człowieka, Praworządności i Petycji
- Komisja Regulaminowa, Etyki i Spraw Senatorskich
- Komisja Rodziny, Polityki Senioralnej i Społecznej
- Komisja Rolnictwa i Rozwoju Wsi
- Komisja Samorządu Terytorialnego i Administracji Państwowej
- Komisja Spraw Emigracji i Łączności z Polakami za Granicą
- Komisja Spraw Zagranicznych i Unii Europejskiej
- Komisja Środowiska
- Komisja Ustawodawcza
- Komisja Zdrowia

### VIII kadencja Senatu[2]
- Komisja Budżetu i Finansów Publicznych
- Komisja Gospodarki Narodowej
- Komisja Kultury i Środków Przekazu
- Komisja Nauki, Edukacji i Sportu
- Komisja Obrony Narodowej
- Komisja Praw Człowieka, Praworządności i Petycji
- Komisja Regulaminowa, Etyki i Spraw Senatorskich
- Komisja Rodziny, Polityki Senioralnej i Społecznej
- Komisja Rolnictwa i Rozwoju Wsi
- Komisja Samorządu Terytorialnego i Administracji Państwowej
- Komisja Spraw Emigracji i Łączności z Polakami za Granicą
- Komisja Spraw Unii Europejskiej
- Komisja Spraw Zagranicznych
- Komisja Środowiska
- Komisja Ustawodawcza
- Komisja Zdrowia

### VII kadencja Senatu[3]
- Komisja Budżetu i Finansów Publicznych
- Komisja Gospodarki Narodowej
  - Podkomisja „Przyjazne Państwo”
- Komisja Kultury i Środków Przekazu
- Komisja Nauki, Edukacji i Sportu
- Komisja Obrony Narodowej
- Komisja Praw Człowieka, Praworządności i Petycji
- Komisja Regulaminowa, Etyki i Spraw Senatorskich
- Komisja Rodziny i Polityki Społecznej
- Komisja Rolnictwa i Rozwoju Wsi
- Komisja Samorządu Terytorialnego i Administracji Państwowej
- Komisja Spraw Emigracji i Łączności z Polakami za Granicą
- Komisja Spraw Unii Europejskiej
- Komisja Spraw Zagranicznych
- Komisja Środowiska
- Komisja Ustawodawcza
- Komisja Zdrowia

### VI kadencja Senatu[4]
- Komisja Gospodarki Narodowej
- Komisja Kultury i Środków Przekazu
- Komisja Nauki, Edukacji i Sportu
- Komisja Obrony Narodowej
- Komisja Praw Człowieka i Praworządności
- Komisja Regulaminowa, Etyki i Spraw Senatorskich
- Komisja Rodziny i Polityki Społecznej
- Komisja Rolnictwa i Ochrony Środowiska
- Komisja Samorządu Terytorialnego i Administracji Państwowej
- Komisja Spraw Emigracji i Łączności z Polakami za Granicą
- Komisja Spraw Unii Europejskiej
- Komisja Spraw Zagranicznych
- Komisja Ustawodawcza
- Komisja Zdrowia

### V kadencja Senatu[5]
- Komisja Emigracji i Polaków za Granicą
- Komisja Gospodarki i Finansów Publicznych
- Komisja Kultury i Środków Przekazu
- Komisja Nauki, Edukacji i Sportu
- Komisja Obrony Narodowej i Bezpieczeństwa Publicznego
- Komisja Ochrony Środowiska
- Komisja Polityki Społecznej i Zdrowia
- Komisja Regulaminowa, Etyki i Spraw Senatorskich
- Komisja Rolnictwa i Rozwoju Wsi
- Komisja Samorządu Terytorialnego i Administracji Państwowej
- Komisja Skarbu Państwa i Infrastruktury
- Komisja Spraw Unii Europejskiej
- Komisja Spraw Zagranicznych
- Komisja Ustawodawstwa i Praworządności

### IV kadencja Senatu[6]
- Komisja Gospodarki Narodowej
- Komisja Kultury i Środków Przekazu
- Komisja Nauki i Edukacji Narodowej
- Komisja Obrony Narodowej
- Komisja Ochrony Środowiska
- Komisja Praw Człowieka i Praworządności
- Komisja Regulaminowa i Spraw Senatorskich
- Komisja Rodziny i Polityki Społecznej
- Komisja Rolnictwa i Rozwoju Wsi
- Komisja Samorządu Terytorialnego i Administracji Państwowej
- Komisja Spraw Emigracji i Polaków za Granicą
- Komisja Spraw Zagranicznych i Integracji Europejskiej
- Komisja Ustawodawcza
- Komisja Zdrowia, Kultury Fizycznej i Sportu
- Komisja Nadzwyczajna Legislacji Europejskiej

### III kadencja Senatu[7]
- Komisja Gospodarki Narodowej
  - Podkomisja ds. Polityki Regionalnej

- Komisja Inicjatyw i Prac Ustawodawczych
- Komisja Kultury, Środków Przekazu, Wychowania Fizycznego i Sportu
- Komisja Nauki i Edukacji Narodowej
- Komisja Obrony Narodowej
- Komisja Ochrony Środowiska
- Komisja Polityki Społecznej i Zdrowia
- Komisja Praw Człowieka i Praworządności
- Komisja Regulaminowa i Spraw Senatorskich
- Komisja Rolnictwa
- Komisja Samorządu Terytorialnego i Administracji Państwowej
- Komisja Spraw Emigracji i Polaków za Granicą
- Komisja Spraw Zagranicznych i Międzynarodowych Stosunków Gospodarczych
  - Podkomisja do spraw Integracji Europejskiej
- Komisja Nadzwyczajna do spraw inicjatywy ustawodawczej w sprawie zmiany przepisów o obywatelstwie polskim
- Komisja Konstytucyjna Zgromadzenia Narodowego

### II kadencja Senatu[8]
- Komisja Gospodarki Narodowej
- Komisja Inicjatyw i Prac Ustawodawczych
- Komisja Kultury, Środków Przekazu, Nauki i Edukacji Narodowej
- Komisja Obrony Narodowej
- Komisja Konstytucyjna
- Komisja Ochrony Środowiska
- Komisja Praw Człowieka i Praworządności
- Komisja Polityki Społecznej i Zdrowia
- Komisja Regulaminowa i Spraw Senatorskich
- Komisja Rolnictwa
- Komisja Samorządu Terytorialnego i Administracji Państwowej
- Komisja Spraw Emigracji i Polaków za Granicą
- Komisja Spraw Zagranicznych
- Komisja Nadzwyczajna do rozpatrzenia sprawozdania Państwowej Komisji Wyborczej z wyborów do Senatu
- Komisja Nadzwyczajna do rozpatrzenia ustawy o ratyfikacji Układu Europejskiego ustanawiającego stowarzyszenie między Wspólnotami Europejskimi i ich Państwami Członkowskimi a Rzecząpospolitą Polską
- Komisja Nadzwyczajna do Spraw Górnictwa
- Komisja Nadzwyczajna do Spraw Integracji Europejskiej
- Komisja Konstytucyjna Zgromadzenia Narodowego

### I kadencja Senatu[9]
- Komisja Gospodarki Narodowej
- Komisja Rolnictwa
- Komisja Kultury, Środków Przekazu, Nauki i Edukacji Narodowej
- Komisja Polityki Społecznej i Zdrowia
- Komisja Praw Człowieka i Praworządności
- Komisja Regulaminowa i Spraw Senatorskich
- Komisja Samorządu Terytorialnego
- Komisja Ochrony Środowiska
- Komisja Inicjatyw i Prac Ustawodawczych
- Komisja Spraw Emigracji i Polaków za Granicą
- Komisja Spraw Zagranicznych
- Komisja Konstytucyjna
- Komisja Nadzwyczajna do Spraw Górnictwa
- Komisja Obrony Narodowej
- Komisja Ustawodawstwa Gospodarczego